# Das Gesetz ist der Tod
Das Gesetz ist der Tod (Originaltitel: Messenger of Death) ist ein amerikanischer Thriller aus dem Jahr 1988. Regie führte J. Lee Thompson.

## Handlung
In Colorado werden die drei Frauen des Mormonen Orville Beecham sowie deren Kinder von einem Mörder erschossen. In der nächsten Szene sieht man den Polizeichef Barney Doyle, der Bürgermeister von Denver werden möchte, den Reporter Garret Smith und den Unternehmer Homer Foxx, die über den Mordfall diskutieren. Smith begibt sich zur Recherche aufs Land und trifft dort auf Beecham, der zur eigenen Sicherheit in einer Polizeizelle untergebracht wurde. Dieser verdächtigt seinen Vater Willis des Mordes, einen exkommunizierten Mormonen und Prophet einer Sekte. Willis verdächtigt seinerseits seinen Bruder Zeenas des Mordes.
Mit Hilfe der ortsansässigen Journalistin Jastra Watson fährt Garret Smith zu Zeenas. Zeenas lebt auf einem Grundstück, an dem die Colorado Water Company Interesse hat. Zeenas verdächtigt Orville, da Willis Blutsühne predigt. Gemeinsames Erkennungszeichen der beiden Brüder ist der Racheengel.
Nachdem Orville aus dem Polizeigewahrsam entlassen ist, bricht ein Streit zwischen ihm und Zeenas aus. In einer folgenden Schießerei sterben Zeenas und Willis. Garret Smith wird klar, dass die Colorado Water Company einen Killer angeheuert hat, um den Familienzwist auszunützen. Es stellt sich heraus, dass Homer Foxx den Killer angeheuert hat. Auf einer Party stellt Smith Foxx. Dieser erschießt sich danach selbst.

## Rezeption
Das Lexikon des internationalen Films schrieb: „Konventioneller, leicht zu durchschauender Kriminalfilm, dem die düstere, irritierende Idee des Glaubenskrieges nur als Vorwand für einen handelsüblichen Thriller dient.“
Der Filmkritiken-Aggregator Rotten Tomatoes hat in einer Auswertung ein Publikumsergebnis von 23 Prozent positiver Bewertungen ermittelt (Stand März 2023).

## Hintergrund
Der Film wurde vorwiegend in Colorado gedreht. Er spielte in den Kinos der USA etwas über 3 Millionen US-Dollar ein.

## Synchronisation
Die deutsche Synchronfassung entstand 1989 in München.
| Rolle                   | Darsteller          | Synchronsprecher |
| ----------------------- | ------------------- | ---------------- |
| Garret Smith            | Charles Bronson     | Wolfgang Hess    |
| älterer Attentäter      | John Solari         | Willi Röbke      |
| Chief Barney Doyle      | Daniel Benzali      | Leon Rainer      |
| Cyrus Pike              | Don Kennedy         | Werner Abrolat   |
| Homer Fox               | Laurence Luckinbill | Norbert Gastell  |
| junger Attentäter       | Gene Davis          | Gudo Hoegel      |
| Orville Beacham         | Charles Dierkop     | Fred Maire       |
| Sheriff Yates           | Bert Williams       | Manfred Erdmann  |
| Trudy Pike              | Penny Peyser        | Eva Kinsky       |
| Priester bei Beerdigung | N.N.                | Michael Rüth     |
| Doc Turner              | William Phipps      | Walter Reichelt  |